# ولاستییتسه
ولاستییتسه (به صربی: Vlasteljice) یک منطقهٔ مسکونی در صربستان است که در لوچانی واقع شده‌است. ولاستییتسه ۸٫۵۲ کیلومتر مربع مساحت و ۲۷۹ نفر جمعیت دارد و ۷۰۴ متر بالاتر از سطح دریا واقع شده‌است.